# Zenillia libatrix
Zenillia libatrix is een vliegensoort uit de familie van de sluipvliegen (Tachinidae). De wetenschappelijke naam van de soort is voor het eerst geldig gepubliceerd in 1798 door Panzer.